# Monomorium hesperium
Monomorium hesperium är en myrart som beskrevs av Carlo Emery 1915. Monomorium hesperium ingår i släktet Monomorium och familjen myror.

## Underarter
Arten delas in i följande underarter:
- M. h. hesperium
- M. h. lanzarotense